# مبينيتسي (كيركيرا)
مبينيتسي (Μπενίτσαι) هي مدينة في كيركيرا في مقاطعة كينتريكي إلادا في اليونان.